# Martin Mačković
Martin Mačković –en serbio, Мартин Мачковић– (4 de septiembre de 1995) es un deportista serbio que compite en remo.
Ganó una medalla de bronce en el Campeonato Mundial de Remo de 2015 y una medalla de bronce en el Campeonato Europeo de Remo de 2021. Participó en los Juegos Olímpicos de Tokio 2020, ocupando el quinto lugar en la prueba de dos sin timonel.

## Palmarés internacional
| Campeonato Mundial | Campeonato Mundial     | Campeonato Mundial | Campeonato Mundial |
| Año                | Lugar                  | Medalla            | Prueba             |
| ------------------ | ---------------------- | ------------------ | ------------------ |
| 2015               | Aiguebelette (Francia) | Medalla de bronce  | Dos con timonel    |
| Campeonato Europeo |                        |                    |                    |
| Año                | Lugar                  | Medalla            | Prueba             |
| 2021               | Varese (Italia)        | Medalla de bronce  | Dos sin timonel    |